# Cluster Lensing And Supernova survey with Hubble

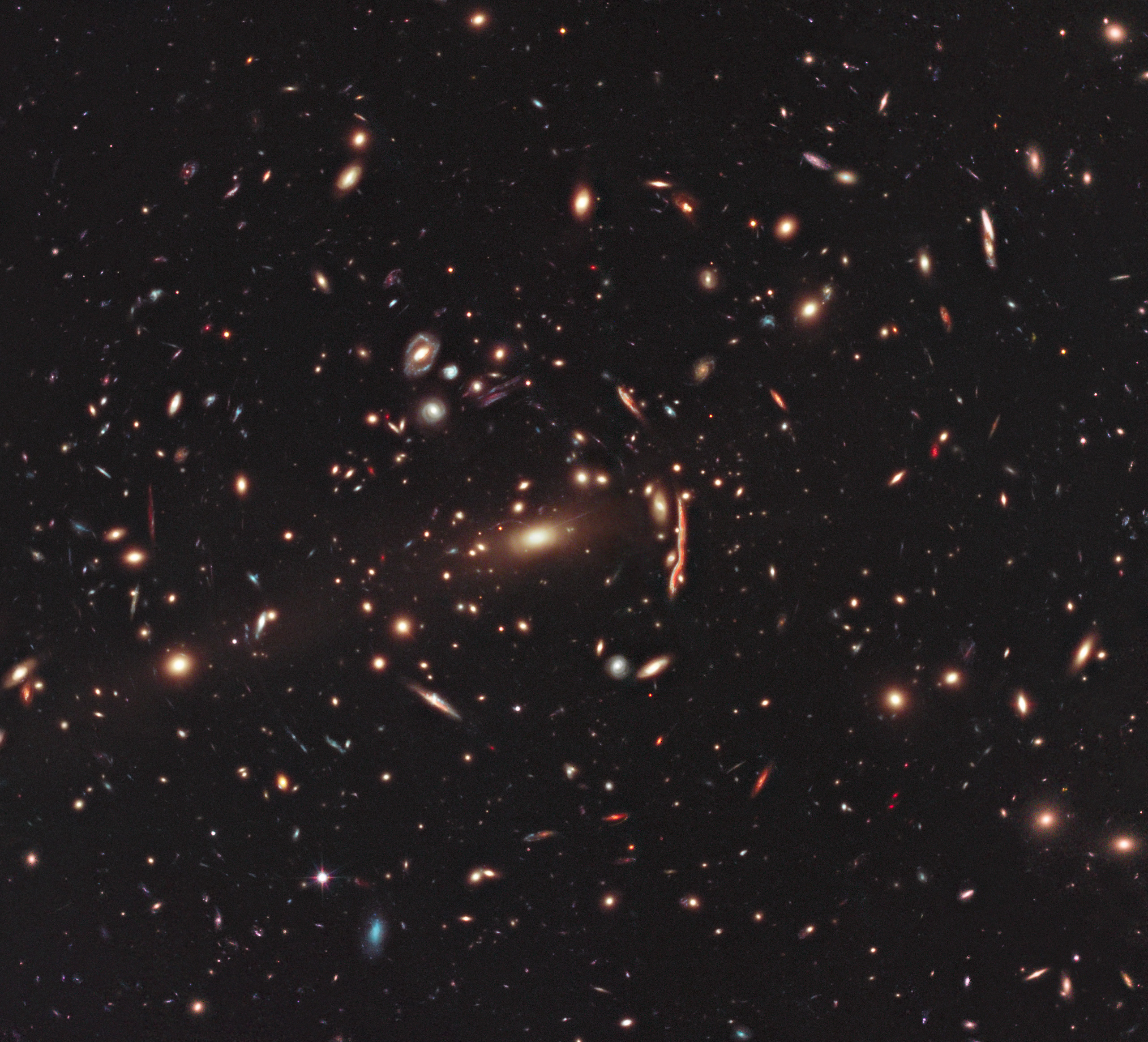
L'immagine, di provenienza NASA/ESA e fornita dal telescopio spaziale Hubble, mostra l'ammasso di galassie MACS J1206.2-0847. Questo è uno dei 25 ammassi studiati come parte del programma CLASH (Cluster Lensing and Supernova survey with Hubble), il più importante progetto atto a realizzare una banca dati scientifica sugli ammassi che fungono da lente gravitazionale.

Il Cluster Lensing And Supernova survey with Hubble, indicato anche con l'acronimo (in lingua inglese) CLASH, è un programma di ricerca, basato su immagini captate dagli strumenti Advanced Camera for Surveys (ACS) e Wide Field Camera 3 (WFC3) del telescopio spaziale Hubble, destinato allo studio di 25 ammassi di galassie massicce. Le immagini, correlate tra loro nelle diverse lunghezze d'onda, vennero rilevate per un periodo di circa 3 anni e mezzo, dal 2010 al 2013.
La gravità degli ammassi analizzati è tale da deviare visibilmente il percorso della luce, come in una lente d'ingrandimento, diventando quindi strumenti utili nello studio di oggetti molto distanti. Il programma di ricerca contribuisce inoltre allo studio di una diversa serie di argomenti in cosmologia, come la precisa natura delle informazioni "incapsulate" nelle distorte immagini dall'effetto lente gravitazionale, sulle proprietà dello spazio-tempo e sull'espansione del cosmo.

## Storia

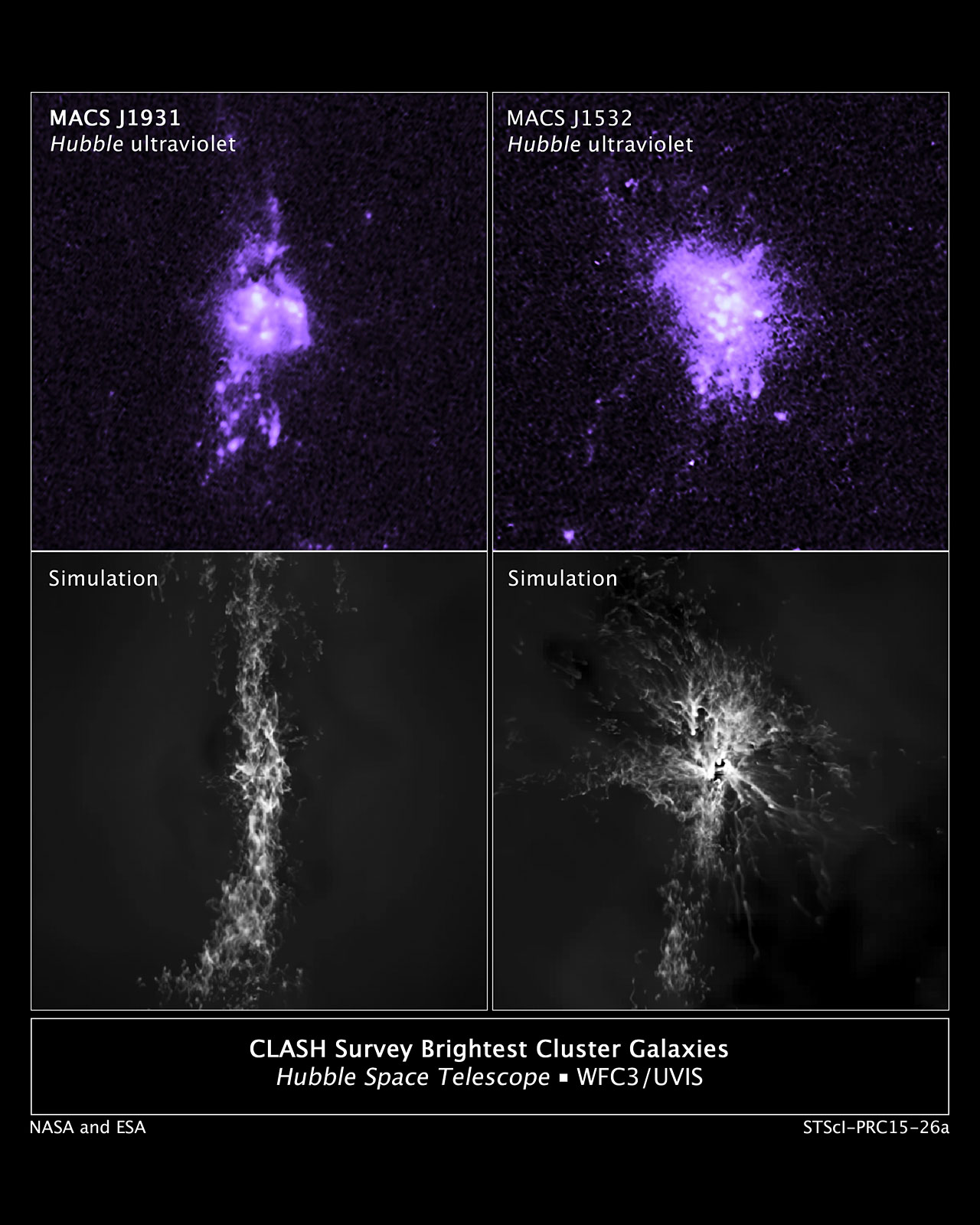
CLASH Survey Brightest Cluster Galaxies and Simulations.

A partire dal novembre 2012, i ricercatori del programma CLASH hanno esaminato 20 gruppi di galassie dei 25 previsti. Uno degli ammassi studiati, MACS J0647+7015, è stato sfruttato come lente gravitazionale consentendo la scoperta di MACS0647-JD, la galassia più distante conosciuta (z = 11).
Nel 2013, uno studio sui dati forniti nel progetto CLASH ha permesso di individuare che RX J1347.5-1145 causava un'intensa curvatura gravitazionale della luce tale che vennero rilevate otto immagini dello stesso oggetto.
Il responsabile del programma CLASH è Marc Postman.

## Ammassi di galassie osservate
Di seguito è riportata la lista di ammassi di galassie osservate e studiate durante la fase di ricerca:
| Ammasso di galassie                      | Ascensione retta | Declinazione | Redshift | Note    |
| ---------------------------------------- | ---------------- | ------------ | -------- | ------- |
| Abell 209 (ACO 209)                      | 01:31:52.57      | -13:36:38.8  | 0.206    |         |
| Abell 383 (ACO 383)                      | 02:48:03.36      | -03:31:44.7  | 0.187    |         |
| MACS J0329.7-0211 (MACS0329.7-0211)      | 03:29:41.68      | -02:11:47.7  | 0.450    |         |
| MACS J0429.6-0253 (MACS0429.6-0253)      | 04:29:36.10      | -02:53:08.0  | 0.399    |         |
| MACS J0744.9+3927 (MACS0744.9+3927)      | 07:44:52.80      | +39:27:24.4  | 0.686    |         |
| Abell 611 (ACO 611)                      | 08:00:56.83      | +36:03:24.1  | 0.288    |         |
| MACS J1115.9+0129 (MACS1115.9+0129)      | 11:15:52.05      | +01:29:56.6  | 0.352    |         |
| Abell 1423 (ACO 1423)                    | 11:57:17.26      | +33:36:37.4  | 0.213    |         |
| MACS J1206.2-0847 (MACS1206.2-0847)      | 12:06:12.28      | -08:48:02.4  | 0.890    |         |
| ClG J1226.9+3332 (CLJ1226.9+3332)        | 12:26:58.37      | +33:32:47.4  | 0.890    |         |
| MACS J1311.0-0310 (MACS1311.0-0310)      | 13:11:01.67      | -03:10:39.5  | 0.494    |         |
| RX J1347.5-1145                          | 13:47:30.59      | -11:45:10.1  | 0.451    | [ N 1 ] |
| MACS J1423.8+2404 (MACS1423.8+2404)      | 14:23:47.76      | +24:04:40.5  | 0.545    |         |
| RX J1532.9+3021 (RXJ1532.9+3021)         | 15:32:53.78      | +30:20:58.7  | 0.345    |         |
| MACS J1720.3+3536 (MACS1720.3+3536)      | 17:20:16.95      | +35:36:23.6  | 0.391    |         |
| Abell 2261 (ACO 2261)                    | 17:22:27.25      | +32:07:58.6  | 0.224    |         |
| MACS J1931.8–2635 (MACS1931.8–2635)      | 19:31:49.66      | -26:34:34.0  | 0.352    |         |
| RX J2129.7+0005 (RXJ2129.7+0005)         | 21:29:39.94      | +00:05:18.8  | 0.234    |         |
| MS 2137-2353 (MS2137-2353)               | 21:40:15.18      | -23:39:40.7  | 0.313    |         |
| Abell S1063 (ACO S1063 / RXJ2248.7-4431) | 22:48:44.29      | -44:31:48.4  | 0.348    |         |
| MACS J0416.1-2403 (MACS0416.1-2403)      | 04:16:09.39      | -24:04:03.9  | 0.42     |         |
| MACS J0647+7015 (MACS0647.8+7015)        | 06:47:50.03      | +70:14:49.7  | 0.584    |         |
| MACS J0717.5+3745 (MACS0717.5+3745)      | 07:17:31.65      | +37:45:18.5  | 0.548    |         |
| MACS J1149.6+2223 (MACS1149.6+2223)      | 11:49:35.86      | +22:23:55.0  | 0.544    |         |
| MACS J2129.4-0741 (MACS2129.4-0741)      | 21:29:26.06      | -07:41:28.8  | 0.570    |         |

### Annotazioni
1. ↑  Uno degli ammassi più luminoso nella gamma dei raggi X e più massicci tra quelli noti, con una luminosità X in eccesso di 10^45^erg/s.[10]

### Fonti
1. ↑  (EN) CLASH Survey Brightest Cluster Galaxies and Simulations, su spacetelescope.org. URL consultato il 10 agosto 2015.
2. ↑   Dan Coe, et al., CLASH: Three Strongly Lensed Images of a Candidate z ~ 11 Galaxy, su arxiv.org, 15 novembre 2012, arXiv:1211.3663. URL consultato il 18 novembre 2012.
3. ↑   GOOD NEWS BUONE NOTIZIE, Zoom on galaxy cluster MACS J0647.7+7015, 15 novembre 2012. URL consultato il 25 marzo 2025.
4. ↑  Strong-lensing analysis of a complete sample of 12 MACS clusters at z > 0.5: mass models and Einstein radii[collegamento interrotto]
5. ↑  NASA Hubblesite, NASA Great Observatories Find Candidate for Most Distant Galaxy Yet Known
6. ↑  (EN) information@eso.org, Hubble helps find candidate for most distant object in the Universe yet observed, su www.esahubble.org. URL consultato il 25 marzo 2025.
7. ↑   Scientific Objectives of CLASH, su stsci.edu. URL consultato il 26 luglio 2016 (archiviato dall'url originale il 16 agosto 2016).
8. ↑  F. Köhlinger  and R.W. Schmidt - Strong lensing in RX J1347.5-1145 revisited (2013)
9. ↑  THE CLUSTER LENSING AND SUPERNOVA SURVEY WITH HUBBLE: AN OVERVIEW
10. ↑  (EN) Swara Ravindranath e Luis C. Ho, Magellan Spectroscopy of the Galaxy Cluster RX J1347.5−1145: Redshift Estimates for the Gravitationally Lensed Arcs, in The Astrophysical Journal, vol. 577, n. 1, 20 settembre 2002,  pp. 133–138, DOI:10.1086/342124. URL consultato il 25 marzo 2025.